# Махня
Махня — река в России, протекает по Томской области. Устье реки находится в 402 км по левому берегу реки Васюган. Длина реки составляет 211 км.
Высота устья — 58 м над уровнем моря. Площадь водосборного бассейна — 2110 км².
На правом берегу, в устье Лиственки, расположен вахтовый посёлок Олений.
Название «Махня» выводят из хантыйского языка: «Мах-ях» означает «река, заселённая бобрами».

## Бассейн
(км от устья)
- Перная (лв)
- Гагарка (лв)
- Щучья (лв)
- Берёзовая (лв)
- Ломовая (лв)
- Горелая (лв)
- Сергушкина (лв)
- Коровья (лв)
- 71 км: Луковка (пр)
- 89 км: Бычинская (лв)
- 104 км: Черканная (лв)
- Шайтанка (пр)
- 117 км: Ледовая (лв)
  - 14 км: река без названия (лв)
- 132 км: Берёзовая (пр)
- 138 км: Кедровая (пр)
- 152 км: Моховая (лв)
  - 11 км: Ледяная (пр)
    - 6 км: Торфяная (лв)
    - 12 км: река без названия (лв)
- 165 км: Лиственка (пр)
  - Запорная (лв)
- Окунёвая (пр)

## Данные водного реестра
По данным государственного водного реестра России Махня относится к Верхнеобскому бассейновому округу, водохозяйственный участок реки — Васюган, речной подбассейн реки — бассейны притоков Оби (верхней) от Кети до Васюгана. Речной бассейн реки — Обь (верхняя) до впадения Иртыша.
Код объекта в государственном водном реестре — 13010800112115200031017